# À travers les Flandres féminin 2019
Pour la course masculine, voir À travers les Flandres 2019.
La 8e édition d'À travers les Flandres féminin a lieu le 3 avril 2019. La course fait partie du calendrier international féminin UCI 2019 en catégorie 1.1. Elle se déroule en même temps que l'épreuve masculine. Elle est remportée par la Néerlandaise Ellen van Dijk.

## Équipes
| Équipes féminines professionnelles (22)- Alé Cipollini - Aromitalia Vaiano - Astana Women's - BePink - Biehler Pro Cycling - Bigla - BTC City Ljubljana - Canyon-SRAM Racing - Charente-Maritime Women Cycling - Doltcini-Van Eyck Sport - FDJ-Nouvelle Aquitaine-Futuroscope - Health Mate-Ladies Team - Hitec Products - Lotto Soudal Ladies - Mitchelton-Scott - Movistar Team - Parkhotel Valkenburg-Destil - Servetto-Piumate-Beltrami TSA - Sunweb Women - Trek-Segafredo - Valcar Cylance - Virtu Cycling Women Équipe féminines amateur (3)- Jos Feron Lady Force - Multum Accountants - Rogelli-Gyproc |
| |

## Présentation

### Parcours
La course part de Tielt et suit un parcours de 108,3 km pour se terminer à Waregem. Le tracé commence par une longue section plate qui emmène les coureurs à l'Est de Tielt jusqu'à Waregem. Les coureurs quittent la ville et se dirigent vers le sud. Le circuit se rend au Mont de l'Enclus. Il est escaladé par la Bergstraat puis immédiatement redescendu pour atteindre la côte de Trieu. Après le dernier secteur pavé plat, le Varentstraat, le parcours est tracé vers le Nord pour les trois dernières ascensions : le Tiegemberg, aussi appelé Vossenhol, l'Holstraat (nl) et le Nokereberg. Au sommet du Nokereberg, il reste environ 10 km pour rejoindre l'arrivée à Waregem.
Six monts sont au programme de cette édition, dont certains recouverts de pavés :
| Mont | Nom                           | Km   | Revêtement | Longueur (m) | Pente moyenne | Pente maxi | Km de l'arrivée |
| ---- | ----------------------------- | ---- | ---------- | ------------ | ------------- | ---------- | --------------- |
| 1    | Mont de l'Enclus (Bergstraat) | 52,5 | asphalte   | 1 000        | 6,8 %         | 16 %       | 55,8            |
| 2    | Côte de Trieu                 | 59,9 | asphalte   | 1 900        | 4,9 %         | 11,8 %     | 48,4            |
| 3    | Hotond                        | 62,6 | asphalte   |              |               |            | 45,7            |
| 4    | Tiegemberg                    | 87,4 | asphalte   | 1 400        | 6,5 %         | 9 %        | 20,9            |
| 5    | Holstraat (nl)                | 91,8 | asphalte   | 1 000        | 5,2 %         | 12 %       | 16,5            |
| 6    | Nokereberg                    | 99,3 | pavés      | 500          | 5,7 %         | 6,7 %      | 9,0             |

En plus des traditionnels monts, il y a deux secteurs pavés :
| Secteur | Nom            | Km    | Longueur (m) | Km de l'arrivée |
| ------- | -------------- | ----- | ------------ | --------------- |
| 1       | Varentstraat   | 82,6  | 2 000        | 25,7            |
| 2       | Herlegemstraat | 102,0 | 800          | 6,3             |

## Récit de la course
Une chute a lieu dès le départ neutre. Cela retarde tout le plan de course. La première échappée est constituée de : Nathalie Bex, Saartje Vandenbroucke et Kseniia Dobrynina. Chiara Consonni est en poursuite. Elles sont reprises peu avant le mont de l'Enclus. Une nouvelle chute subvient dans le peloton. Le passage des ambulances et le retard de course obligent le peloton homme, derrière, à mettre pied à terre. Avant la côte d'Hotond, Annemiek van Vleuten, Gracie Elvin, Liane Lippert, Lucinda Brand, Marta Bastianelli, Elisa Longo Borghini, Ellen van Dijk, Katarzyna Niewiadoma, Elena Cecchini, Sofie de Vuyst et Sheyla Gutierrez sortent du peloton. Dans le Vossenhol, Annemiek van Vleuten passe à l'offensive, mais elle est immédiatement prise en chasse et reprise. À quinze kilomètres de l'arrivée, c'est au tour d'Ellen van Dijk de sortir. Elle n'est pas reprise. Derrière, Marta Bastianelli prend la deuxième place au sprint.

## Classements

### Classement final
| \| Classement général \| Classement général \| Classement général \| Classement général \| Classement général \| \| Coureuse \| Coureuse \| Pays \| Équipe \| Temps \| \| ------------------ \| -------------------- \| ------------------ \| -------------------- \| ------------------ \| \| 1re \| Ellen van Dijk \| Pays-Bas \| Trek-Segafredo \| 2 h 42 min 34 s \| \| 2e \| Marta Bastianelli \| Italie \| Virtu Cycling Women \| + 32 s \| \| 3e \| Lucinda Brand \| Pays-Bas \| Sunweb \| + 32 s \| \| 4e \| Elena Cecchini \| Italie \| Canyon-SRAM Racing \| + 32 s \| \| 5e \| Sheyla Gutiérrez \| Espagne \| Movistar Team \| + 32 s \| \| 6e \| Sofie De Vuyst \| Belgique \| Parkhotel Valkenburg \| + 32 s \| \| 7e \| Annemiek van Vleuten \| Pays-Bas \| Mitchelton-Scott \| + 32 s \| \| 8e \| Elisa Longo Borghini \| Italie \| Trek-Segafredo \| + 32 s \| \| 9e \| Liane Lippert \| Allemagne \| Sunweb \| + 32 s \| \| 10e \| Katarzyna Niewiadoma \| Pologne \| Canyon-SRAM Racing \| + 36 s \| |                      |           |                      |                 |
| |                      |           |                      |                 |
| Source : ProCyclingStats |                      |           |                      |                 |
| Classement général |                      |           |                      |                 |
| Coureuse | Coureuse             | Pays      | Équipe               | Temps           |
| 1re | Ellen van Dijk       | Pays-Bas  | Trek-Segafredo       | 2 h 42 min 34 s |
| 2e | Marta Bastianelli    | Italie    | Virtu Cycling Women  | + 32 s          |
| 3e | Lucinda Brand        | Pays-Bas  | Sunweb               | + 32 s          |
| 4e | Elena Cecchini       | Italie    | Canyon-SRAM Racing   | + 32 s          |
| 5e | Sheyla Gutiérrez     | Espagne   | Movistar Team        | + 32 s          |
| 6e | Sofie De Vuyst       | Belgique  | Parkhotel Valkenburg | + 32 s          |
| 7e | Annemiek van Vleuten | Pays-Bas  | Mitchelton-Scott     | + 32 s          |
| 8e | Elisa Longo Borghini | Italie    | Trek-Segafredo       | + 32 s          |
| 9e | Liane Lippert        | Allemagne | Sunweb               | + 32 s          |
| 10e | Katarzyna Niewiadoma | Pologne   | Canyon-SRAM Racing   | + 36 s          |

### Points UCI
| Position           | 1er | 2e | 3e | 4e | 5e | 6e | 7e | 8e | 9e | 10e | 11e | 12e | 13e à 15e | 16e à 25e |
| Classement général | 125 | 85 | 70 | 60 | 50 | 40 | 35 | 30 | 25 | 20  | 15  | 10  | 5         | 3         |

## Liste des participantes
| Trek-Segafredo TFS | Trek-Segafredo TFS          | Trek-Segafredo TFS |
| ------------------ | --------------------------- | ------------------ |
| Num                | Coureuse                    | Pos                |
| 1                  | Ellen van Dijk (NED)        | 1re                |
| 2                  | Lotta Lepistö (FIN) (route) | 20e                |
| 3                  | Elisa Longo Borghini (ITA)  | 8e                 |
| 4                  | Audrey Cordon-Ragot (FRA)   | 99e                |
| 5                  | Trixi Worrack (GER)         | 93e                |
| 6                  | Ruth Edwards (USA)          | 100e               |

| Mitchelton-Scott MTS | Mitchelton-Scott MTS       | Mitchelton-Scott MTS |
| -------------------- | -------------------------- | -------------------- |
| Num                  | Coureuse                   | Pos                  |
| 11                   | Annemiek van Vleuten (NED) | 7e                   |
| 12                   | Gracie Elvin (AUS)         | 11e                  |
| 13                   | Lucy Kennedy (AUS)         | AB                   |
| 14                   | Sarah Roy (AUS)            | 47e                  |
| 15                   | Moniek Tenniglo (NED)      | 29e                  |
| 16                   | Grace Brown (AUS)          | 55e                  |

| Sunweb SUN | Sunweb SUN                  | Sunweb SUN |
| ---------- | --------------------------- | ---------- |
| Num        | Coureuse                    | Pos        |
| 21         | Lucinda Brand (NED)         | 3e         |
| 22         | Susanne Andersen (NOR)      | 13e        |
| 23         | Pfeiffer Georgi (GBR)       | 57e        |
| 24         | Juliette Labous (FRA)       | 71e        |
| 25         | Liane Lippert (GER) (route) | 9e         |
| 26         | Janneke Ensing (NED)        | 79e        |

| Canyon-SRAM Racing CSR | Canyon-SRAM Racing CSR     | Canyon-SRAM Racing CSR |
| ---------------------- | -------------------------- | ---------------------- |
| Num                    | Coureuse                   | Pos                    |
| 31                     | Katarzyna Niewiadoma (POL) | 10e                    |
| 32                     | Alena Amialiusik (BLR)     | 87e                    |
| 33                     | Elena Cecchini (ITA)       | 4e                     |
| 34                     | Tiffany Cromwell (AUS)     | 54e                    |
| 35                     | Tanja Erath (GER)          | 88e                    |
| 36                     | Lisa Klein (GER)           | 12e                    |

| Movistar Team MOV | Movistar Team MOV          | Movistar Team MOV |
| ----------------- | -------------------------- | ----------------- |
| Num               | Coureuse                   | Pos               |
| 41                | Roxane Fournier (FRA)      | 16e               |
| 42                | Alicia González (ESP)      | 38e               |
| 43                | Sheyla Gutiérrez (ESP)     | 5e                |
| 44                | Aude Biannic (FRA) (route) | 28e               |
| 45                | Lourdes Oyarbide (ESP)     | 98e               |
| 46                | Alba Teruel (ESP)          | 59e               |

| Virtu Cycling Women TVC | Virtu Cycling Women TVC         | Virtu Cycling Women TVC |
| ----------------------- | ------------------------------- | ----------------------- |
| Num                     | Coureuse                        | Pos                     |
| 51                      | Sofia Bertizzolo (ITA)          | 30e                     |
| 52                      | Barbara Guarischi (ITA)         | 17e                     |
| 53                      | Anouska Koster (NED)            | 26e                     |
| 54                      | Marta Bastianelli (ITA) (route) | 2e                      |
| 55                      | Katarzyna Pawłowska (POL)       | 92e                     |
| 56                      | Christina Siggaard (DEN)        | 83e                     |

| Valcar Cylance VAL | Valcar Cylance VAL              | Valcar Cylance VAL |
| ------------------ | ------------------------------- | ------------------ |
| Num                | Coureuse                        | Pos                |
| 61                 | Elisa Balsamo (ITA)             | 77e                |
| 62                 | Marta Cavalli (ITA) (route)     | 78e                |
| 63                 | Maria Giulia Confalonieri (ITA) | 24e                |
| 64                 | Vittoria Guazzini (ITA)         | AB                 |
| 65                 | Chiara Consonni (ITA)           | AB                 |
| 66                 | Ilaria Sanguineti (ITA)         | AB                 |

| FDJ-Nouvelle Aquitaine-Futuroscope FDJ | FDJ-Nouvelle Aquitaine-Futuroscope FDJ | FDJ-Nouvelle Aquitaine-Futuroscope FDJ |
| -------------------------------------- | -------------------------------------- | -------------------------------------- |
| Num                                    | Coureuse                               | Pos                                    |
| 71                                     | Coralie Demay (FRA)                    | 69e                                    |
| 72                                     | Eugénie Duval (FRA)                    | 23e                                    |
| 73                                     | Maëlle Grossetête (FRA)                | 64e                                    |
| 74                                     | Marie Le Net (FRA)                     | 89e                                    |
| 75                                     | Évita Muzic (FRA)                      | 73e                                    |
| 76                                     | Shara Gillow (AUS)                     | 75e                                    |

| Astana Women's Team ASA | Astana Women's Team ASA      | Astana Women's Team ASA |
| ----------------------- | ---------------------------- | ----------------------- |
| Num                     | Coureuse                     | Pos                     |
| 81                      | Arlenis Sierra (CUB) (route) | 14e                     |
| 82                      | Marie-Soleil Blais (CAN)     | AB                      |
| 83                      | Elena Pirrone (ITA)          | 82e                     |
| 84                      | Jeidy Pradera (CUB)          | AB                      |
| 85                      | Lizbeth Salazar (MEX)        | 39e                     |
| 86                      | Makhabbat Umutzhanova (KAZ)  | 74e                     |

| Bigla BIG | Bigla BIG                     | Bigla BIG |
| --------- | ----------------------------- | --------- |
| Num       | Coureuse                      | Pos       |
| 91        | Martina Alzini (ITA)          | 53e       |
| 92        | Nicole Hanselmann (SUI)       | AB        |
| 93        | Mikayla Harvey (NZL)          | 97e       |
| 94        | Julie Norman Leth (DEN)       | 19e       |
| 95        | Sophie Wright (GBR)           | 86e       |
| 96        | Maria Vittoria Sperotto (ITA) | 32e       |

| BTC City Ljubljana BTC | BTC City Ljubljana BTC   | BTC City Ljubljana BTC |
| ---------------------- | ------------------------ | ---------------------- |
| Num                    | Coureuse                 | Pos                    |
| 101                    | Maaike Boogaard (NED)    | AB                     |
| 102                    | Anja Longyka (SLO)       | AB                     |
| 103                    | Anastasia Chursina (RUS) | AB                     |
| 104                    | Hanna Nilsson (SWE)      | 62e                    |
| 105                    | Mia Radotić (CRO)        | 41e                    |

| Parkhotel Valkenburg PHV | Parkhotel Valkenburg PHV     | Parkhotel Valkenburg PHV |
| ------------------------ | ---------------------------- | ------------------------ |
| Num                      | Coureuse                     | Pos                      |
| 111                      | Ann-Sophie Duyck (BEL)       | 68e                      |
| 112                      | Sofie De Vuyst (BEL)         | 6e                       |
| 113                      | Roxane Knetemann (NED)       | 85e                      |
| 114                      | Belle De Gast (NED)          | 44e                      |
| 115                      | Janine van der Meer (NED)    | 58e                      |
| 116                      | Meike Uiterwijk Winkel (NED) | AB                       |

| Alé Cipollini ALE | Alé Cipollini ALE             | Alé Cipollini ALE |
| ----------------- | ----------------------------- | ----------------- |
| Num               | Coureuse                      | Pos               |
| 121               | Chloe Hosking (AUS)           | 101e              |
| 122               | Jelena Erić (SRB)             | 31e               |
| 123               | Diana Peñuela (COL)           | 60e               |
| 124               | Karlijn Swinkels (NED)        | 61e               |
| 125               | Anna Trevisi (ITA)            | AB                |
| 126               | Marjolein van 't Geloof (NED) | 15e               |

| Lotto Soudal Ladies LSL | Lotto Soudal Ladies LSL | Lotto Soudal Ladies LSL |
| ----------------------- | ----------------------- | ----------------------- |
| Num                     | Coureuse                | Pos                     |
| 131                     | Lotte Kopecky (BEL)     | 52e                     |
| 132                     | Alana Castrique (BEL)   | AB                      |
| 133                     | Demi de Jong (NED)      | 25e                     |
| 134                     | Danique Braam (NED)     | 51e                     |
| 135                     | Puck Moonen (NED)       | AB                      |
| 136                     | Nguyễn Thị Thật (VIE)   | 21e                     |

| Doltcini-Van Eyck Sport DVE | Doltcini-Van Eyck Sport DVE     | Doltcini-Van Eyck Sport DVE |
| --------------------------- | ------------------------------- | --------------------------- |
| Num                         | Coureuse                        | Pos                         |
| 141                         | Daniela Reis (POR) (route)      | 80e                         |
| 142                         | Jesse Vandenbulcke (BEL)        | 72e                         |
| 143                         | Saartje Vandenbroucke (BEL)     | AB                          |
| 144                         | Pascale Jeuland-Tranchant (FRA) | 22e                         |
| 145                         | Bryony van Velzen (NED)         | 45e                         |
| 146                         | Anisha Vekemans (BEL)           | AB                          |

| Health Mate-Ladies Team HMT | Health Mate-Ladies Team HMT | Health Mate-Ladies Team HMT |
| --------------------------- | --------------------------- | --------------------------- |
| Num                         | Coureuse                    | Pos                         |
| 151                         | Lara Defour (BEL)           | 70e                         |
| 152                         | Fien Delbaere (BEL)         | 46e                         |
| 153                         | Laura Süßemilch (GER)       | AB                          |
| 154                         | Zsófia Szabó (HUN)          | AB                          |
| 155                         | Kirstie van Haaften (NED)   | AB                          |
| 156                         | Kylie Waterreus (NED)       | 33e                         |

| Aromitalia Vaiano VAI | Aromitalia Vaiano VAI        | Aromitalia Vaiano VAI |
| --------------------- | ---------------------------- | --------------------- |
| Num                   | Coureuse                     | Pos                   |
| 161                   | Michela Balducci (ITA)       | 36e                   |
| 162                   | Sofia Beggin (ITA)           | 35e                   |
| 163                   | Letizia Borghesi (ITA)       | 48e                   |
| 164                   | Carmela Cipriani (ITA)       | 49e                   |
| 165                   | Rasa Leleivytė (LTU) (route) | 34e                   |
| 166                   | Giulia Marchesini (ITA)      | 103e                  |

| Servetto-Piumate-Beltrami TSA SER | Servetto-Piumate-Beltrami TSA SER | Servetto-Piumate-Beltrami TSA SER |
| --------------------------------- | --------------------------------- | --------------------------------- |
| Num                               | Coureuse                          | Pos                               |
| 171                               | Francesca Balducci (ITA)          | AB                                |
| 172                               | Kseniya Dobrynina (RUS)           | 102e                              |
| 173                               | Alexandra Goncharova (RUS)        | AB                                |
| 174                               | Mónika Király (HUN)               | 84e                               |
| 175                               | Anna Potokina (RUS)               | 91e                               |
| 176                               | Yevheniya Vysotska (UKR)          | AB                                |

| Bepink BPK | Bepink BPK              | Bepink BPK |
| ---------- | ----------------------- | ---------- |
| Num        | Coureuse                | Pos        |
| 181        | Tatiana Guderzo (ITA)   | 96e        |
| 182        | Rachele Barbieri (ITA)  | AB         |
| 183        | Chiara Perini (ITA)     | 56e        |
| 184        | Francesca Pattaro (ITA) | AB         |
| 185        | Katia Ragusa (ITA)      | 42e        |
| 186        | Nicole Steigenga (NED)  | 90e        |

| Hitec Products-Birk Sport HPU | Hitec Products-Birk Sport HPU | Hitec Products-Birk Sport HPU |
| ----------------------------- | ----------------------------- | ----------------------------- |
| Num                           | Coureuse                      | Pos                           |
| 191                           | Lucy van der Haar (GBR)       | 18e                           |
| 192                           | Ingvild Gåskjenn (NOR)        | 81e                           |
| 193                           | Vita Heine (NOR) (route)      | 43e                           |
| 194                           | Julie Meyer Solvang (NOR)     | 94e                           |
| 195                           | Chanella Stougje (NED)        | 63e                           |
| 196                           | Lonneke Uneken (NED)          | 95e                           |

| Biehler Pro Cycling BPC | Biehler Pro Cycling BPC  | Biehler Pro Cycling BPC |
| ----------------------- | ------------------------ | ----------------------- |
| Num                     | Coureuse                 | Pos                     |
| 201                     | Marissa Baks (NED)       | AB                      |
| 202                     | Henrietta Colborne (GBR) | 27e                     |
| 203                     | Merel Hofman (NED)       | AB                      |
| 204                     | Roos Hoogeboom (NED)     | AB                      |
| 205                     | Melanie Klement (NED)    | AB                      |
| 206                     | Natalie van Gogh (NED)   | 40e                     |

| Charente-Maritime CMW | Charente-Maritime CMW | Charente-Maritime CMW |
| --------------------- | --------------------- | --------------------- |
| Num                   | Coureuse              | Pos                   |
| 211                   | Noémie Abgrall (FRA)  | AB                    |
| 212                   | Lucie Lahaye (FRA)    | 65e                   |
| 214                   | Anaïs Morichon (FRA)  | AB                    |
| 216                   | Gladys Verhulst (FRA) | 67e                   |

| Rogelli-Gyproc ___ | Rogelli-Gyproc ___        | Rogelli-Gyproc ___ |
| ------------------ | ------------------------- | ------------------ |
| Num                | Coureuse                  | Pos                |
| 221                | Nathalie Bex (BEL)        | AB                 |
| 222                | Shari Bossuyt (BEL)       | 37e                |
| 223                | Cathalijne Hoolwerf (NED) | AB                 |
| 224                | Eva Jonkers (NED)         | AB                 |
| 225                | Britt Knaven (BEL)        | AB                 |
| 226                | Ingrit Verhoeff (NED)     | AB                 |

| Jos Feron Lady Force ___ | Jos Feron Lady Force ___    | Jos Feron Lady Force ___ |
| ------------------------ | --------------------------- | ------------------------ |
| Num                      | Coureuse                    | Pos                      |
| 231                      | Kaat Hannes (BEL)           | 50e                      |
| 232                      | Senna Feron (NED)           | AB                       |
| 233                      | Liisa Ehrberg (EST)         | AB                       |
| 234                      | Hannah Gruber-Stadler (AUT) | AB                       |
| 235                      | Céline van Houtum (NED)     | 66e                      |
| 236                      | Marieke de Groot (NED)      | AB                       |

| Multum Accountants ___ | Multum Accountants ___  | Multum Accountants ___ |
| ---------------------- | ----------------------- | ---------------------- |
| Num                    | Coureuse                | Pos                    |
| 241                    | Josefine Huitfeldt      | AB                     |
| 242                    | Carolien Haers (BEL)    | AB                     |
| 243                    | Lauren Creamer (IRL)    | 76e                    |
| 244                    | Hanna Johansson (SWE)   | AB                     |
| 245                    | Josie Shepherd (GBR)    | AB                     |
| 246                    | Liliane Leenknegt (BEL) | AB                     |

| Trek-Segafredo TFS | Trek-Segafredo TFS          | Trek-Segafredo TFS |
| ------------------ | --------------------------- | ------------------ |
| Num                | Coureuse                    | Pos                |
| 1                  | Ellen van Dijk (NED)        | 1re                |
| 2                  | Lotta Lepistö (FIN) (route) | 20e                |
| 3                  | Elisa Longo Borghini (ITA)  | 8e                 |
| 4                  | Audrey Cordon-Ragot (FRA)   | 99e                |
| 5                  | Trixi Worrack (GER)         | 93e                |
| 6                  | Ruth Edwards (USA)          | 100e               |

| Mitchelton-Scott MTS | Mitchelton-Scott MTS       | Mitchelton-Scott MTS |
| -------------------- | -------------------------- | -------------------- |
| Num                  | Coureuse                   | Pos                  |
| 11                   | Annemiek van Vleuten (NED) | 7e                   |
| 12                   | Gracie Elvin (AUS)         | 11e                  |
| 13                   | Lucy Kennedy (AUS)         | AB                   |
| 14                   | Sarah Roy (AUS)            | 47e                  |
| 15                   | Moniek Tenniglo (NED)      | 29e                  |
| 16                   | Grace Brown (AUS)          | 55e                  |

| Sunweb SUN | Sunweb SUN                  | Sunweb SUN |
| ---------- | --------------------------- | ---------- |
| Num        | Coureuse                    | Pos        |
| 21         | Lucinda Brand (NED)         | 3e         |
| 22         | Susanne Andersen (NOR)      | 13e        |
| 23         | Pfeiffer Georgi (GBR)       | 57e        |
| 24         | Juliette Labous (FRA)       | 71e        |
| 25         | Liane Lippert (GER) (route) | 9e         |
| 26         | Janneke Ensing (NED)        | 79e        |

| Canyon-SRAM Racing CSR | Canyon-SRAM Racing CSR     | Canyon-SRAM Racing CSR |
| ---------------------- | -------------------------- | ---------------------- |
| Num                    | Coureuse                   | Pos                    |
| 31                     | Katarzyna Niewiadoma (POL) | 10e                    |
| 32                     | Alena Amialiusik (BLR)     | 87e                    |
| 33                     | Elena Cecchini (ITA)       | 4e                     |
| 34                     | Tiffany Cromwell (AUS)     | 54e                    |
| 35                     | Tanja Erath (GER)          | 88e                    |
| 36                     | Lisa Klein (GER)           | 12e                    |

| Movistar Team MOV | Movistar Team MOV          | Movistar Team MOV |
| ----------------- | -------------------------- | ----------------- |
| Num               | Coureuse                   | Pos               |
| 41                | Roxane Fournier (FRA)      | 16e               |
| 42                | Alicia González (ESP)      | 38e               |
| 43                | Sheyla Gutiérrez (ESP)     | 5e                |
| 44                | Aude Biannic (FRA) (route) | 28e               |
| 45                | Lourdes Oyarbide (ESP)     | 98e               |
| 46                | Alba Teruel (ESP)          | 59e               |

| Virtu Cycling Women TVC | Virtu Cycling Women TVC         | Virtu Cycling Women TVC |
| ----------------------- | ------------------------------- | ----------------------- |
| Num                     | Coureuse                        | Pos                     |
| 51                      | Sofia Bertizzolo (ITA)          | 30e                     |
| 52                      | Barbara Guarischi (ITA)         | 17e                     |
| 53                      | Anouska Koster (NED)            | 26e                     |
| 54                      | Marta Bastianelli (ITA) (route) | 2e                      |
| 55                      | Katarzyna Pawłowska (POL)       | 92e                     |
| 56                      | Christina Siggaard (DEN)        | 83e                     |

| Valcar Cylance VAL | Valcar Cylance VAL              | Valcar Cylance VAL |
| ------------------ | ------------------------------- | ------------------ |
| Num                | Coureuse                        | Pos                |
| 61                 | Elisa Balsamo (ITA)             | 77e                |
| 62                 | Marta Cavalli (ITA) (route)     | 78e                |
| 63                 | Maria Giulia Confalonieri (ITA) | 24e                |
| 64                 | Vittoria Guazzini (ITA)         | AB                 |
| 65                 | Chiara Consonni (ITA)           | AB                 |
| 66                 | Ilaria Sanguineti (ITA)         | AB                 |

| FDJ-Nouvelle Aquitaine-Futuroscope FDJ | FDJ-Nouvelle Aquitaine-Futuroscope FDJ | FDJ-Nouvelle Aquitaine-Futuroscope FDJ |
| -------------------------------------- | -------------------------------------- | -------------------------------------- |
| Num                                    | Coureuse                               | Pos                                    |
| 71                                     | Coralie Demay (FRA)                    | 69e                                    |
| 72                                     | Eugénie Duval (FRA)                    | 23e                                    |
| 73                                     | Maëlle Grossetête (FRA)                | 64e                                    |
| 74                                     | Marie Le Net (FRA)                     | 89e                                    |
| 75                                     | Évita Muzic (FRA)                      | 73e                                    |
| 76                                     | Shara Gillow (AUS)                     | 75e                                    |

| Astana Women's Team ASA | Astana Women's Team ASA      | Astana Women's Team ASA |
| ----------------------- | ---------------------------- | ----------------------- |
| Num                     | Coureuse                     | Pos                     |
| 81                      | Arlenis Sierra (CUB) (route) | 14e                     |
| 82                      | Marie-Soleil Blais (CAN)     | AB                      |
| 83                      | Elena Pirrone (ITA)          | 82e                     |
| 84                      | Jeidy Pradera (CUB)          | AB                      |
| 85                      | Lizbeth Salazar (MEX)        | 39e                     |
| 86                      | Makhabbat Umutzhanova (KAZ)  | 74e                     |

| Bigla BIG | Bigla BIG                     | Bigla BIG |
| --------- | ----------------------------- | --------- |
| Num       | Coureuse                      | Pos       |
| 91        | Martina Alzini (ITA)          | 53e       |
| 92        | Nicole Hanselmann (SUI)       | AB        |
| 93        | Mikayla Harvey (NZL)          | 97e       |
| 94        | Julie Norman Leth (DEN)       | 19e       |
| 95        | Sophie Wright (GBR)           | 86e       |
| 96        | Maria Vittoria Sperotto (ITA) | 32e       |

| BTC City Ljubljana BTC | BTC City Ljubljana BTC   | BTC City Ljubljana BTC |
| ---------------------- | ------------------------ | ---------------------- |
| Num                    | Coureuse                 | Pos                    |
| 101                    | Maaike Boogaard (NED)    | AB                     |
| 102                    | Anja Longyka (SLO)       | AB                     |
| 103                    | Anastasia Chursina (RUS) | AB                     |
| 104                    | Hanna Nilsson (SWE)      | 62e                    |
| 105                    | Mia Radotić (CRO)        | 41e                    |

| Parkhotel Valkenburg PHV | Parkhotel Valkenburg PHV     | Parkhotel Valkenburg PHV |
| ------------------------ | ---------------------------- | ------------------------ |
| Num                      | Coureuse                     | Pos                      |
| 111                      | Ann-Sophie Duyck (BEL)       | 68e                      |
| 112                      | Sofie De Vuyst (BEL)         | 6e                       |
| 113                      | Roxane Knetemann (NED)       | 85e                      |
| 114                      | Belle De Gast (NED)          | 44e                      |
| 115                      | Janine van der Meer (NED)    | 58e                      |
| 116                      | Meike Uiterwijk Winkel (NED) | AB                       |

| Alé Cipollini ALE | Alé Cipollini ALE             | Alé Cipollini ALE |
| ----------------- | ----------------------------- | ----------------- |
| Num               | Coureuse                      | Pos               |
| 121               | Chloe Hosking (AUS)           | 101e              |
| 122               | Jelena Erić (SRB)             | 31e               |
| 123               | Diana Peñuela (COL)           | 60e               |
| 124               | Karlijn Swinkels (NED)        | 61e               |
| 125               | Anna Trevisi (ITA)            | AB                |
| 126               | Marjolein van 't Geloof (NED) | 15e               |

| Lotto Soudal Ladies LSL | Lotto Soudal Ladies LSL | Lotto Soudal Ladies LSL |
| ----------------------- | ----------------------- | ----------------------- |
| Num                     | Coureuse                | Pos                     |
| 131                     | Lotte Kopecky (BEL)     | 52e                     |
| 132                     | Alana Castrique (BEL)   | AB                      |
| 133                     | Demi de Jong (NED)      | 25e                     |
| 134                     | Danique Braam (NED)     | 51e                     |
| 135                     | Puck Moonen (NED)       | AB                      |
| 136                     | Nguyễn Thị Thật (VIE)   | 21e                     |

| Doltcini-Van Eyck Sport DVE | Doltcini-Van Eyck Sport DVE     | Doltcini-Van Eyck Sport DVE |
| --------------------------- | ------------------------------- | --------------------------- |
| Num                         | Coureuse                        | Pos                         |
| 141                         | Daniela Reis (POR) (route)      | 80e                         |
| 142                         | Jesse Vandenbulcke (BEL)        | 72e                         |
| 143                         | Saartje Vandenbroucke (BEL)     | AB                          |
| 144                         | Pascale Jeuland-Tranchant (FRA) | 22e                         |
| 145                         | Bryony van Velzen (NED)         | 45e                         |
| 146                         | Anisha Vekemans (BEL)           | AB                          |

| Health Mate-Ladies Team HMT | Health Mate-Ladies Team HMT | Health Mate-Ladies Team HMT |
| --------------------------- | --------------------------- | --------------------------- |
| Num                         | Coureuse                    | Pos                         |
| 151                         | Lara Defour (BEL)           | 70e                         |
| 152                         | Fien Delbaere (BEL)         | 46e                         |
| 153                         | Laura Süßemilch (GER)       | AB                          |
| 154                         | Zsófia Szabó (HUN)          | AB                          |
| 155                         | Kirstie van Haaften (NED)   | AB                          |
| 156                         | Kylie Waterreus (NED)       | 33e                         |

| Aromitalia Vaiano VAI | Aromitalia Vaiano VAI        | Aromitalia Vaiano VAI |
| --------------------- | ---------------------------- | --------------------- |
| Num                   | Coureuse                     | Pos                   |
| 161                   | Michela Balducci (ITA)       | 36e                   |
| 162                   | Sofia Beggin (ITA)           | 35e                   |
| 163                   | Letizia Borghesi (ITA)       | 48e                   |
| 164                   | Carmela Cipriani (ITA)       | 49e                   |
| 165                   | Rasa Leleivytė (LTU) (route) | 34e                   |
| 166                   | Giulia Marchesini (ITA)      | 103e                  |

| Servetto-Piumate-Beltrami TSA SER | Servetto-Piumate-Beltrami TSA SER | Servetto-Piumate-Beltrami TSA SER |
| --------------------------------- | --------------------------------- | --------------------------------- |
| Num                               | Coureuse                          | Pos                               |
| 171                               | Francesca Balducci (ITA)          | AB                                |
| 172                               | Kseniya Dobrynina (RUS)           | 102e                              |
| 173                               | Alexandra Goncharova (RUS)        | AB                                |
| 174                               | Mónika Király (HUN)               | 84e                               |
| 175                               | Anna Potokina (RUS)               | 91e                               |
| 176                               | Yevheniya Vysotska (UKR)          | AB                                |

| Bepink BPK | Bepink BPK              | Bepink BPK |
| ---------- | ----------------------- | ---------- |
| Num        | Coureuse                | Pos        |
| 181        | Tatiana Guderzo (ITA)   | 96e        |
| 182        | Rachele Barbieri (ITA)  | AB         |
| 183        | Chiara Perini (ITA)     | 56e        |
| 184        | Francesca Pattaro (ITA) | AB         |
| 185        | Katia Ragusa (ITA)      | 42e        |
| 186        | Nicole Steigenga (NED)  | 90e        |

| Hitec Products-Birk Sport HPU | Hitec Products-Birk Sport HPU | Hitec Products-Birk Sport HPU |
| ----------------------------- | ----------------------------- | ----------------------------- |
| Num                           | Coureuse                      | Pos                           |
| 191                           | Lucy van der Haar (GBR)       | 18e                           |
| 192                           | Ingvild Gåskjenn (NOR)        | 81e                           |
| 193                           | Vita Heine (NOR) (route)      | 43e                           |
| 194                           | Julie Meyer Solvang (NOR)     | 94e                           |
| 195                           | Chanella Stougje (NED)        | 63e                           |
| 196                           | Lonneke Uneken (NED)          | 95e                           |

| Biehler Pro Cycling BPC | Biehler Pro Cycling BPC  | Biehler Pro Cycling BPC |
| ----------------------- | ------------------------ | ----------------------- |
| Num                     | Coureuse                 | Pos                     |
| 201                     | Marissa Baks (NED)       | AB                      |
| 202                     | Henrietta Colborne (GBR) | 27e                     |
| 203                     | Merel Hofman (NED)       | AB                      |
| 204                     | Roos Hoogeboom (NED)     | AB                      |
| 205                     | Melanie Klement (NED)    | AB                      |
| 206                     | Natalie van Gogh (NED)   | 40e                     |

| Charente-Maritime CMW | Charente-Maritime CMW | Charente-Maritime CMW |
| --------------------- | --------------------- | --------------------- |
| Num                   | Coureuse              | Pos                   |
| 211                   | Noémie Abgrall (FRA)  | AB                    |
| 212                   | Lucie Lahaye (FRA)    | 65e                   |
| 214                   | Anaïs Morichon (FRA)  | AB                    |
| 216                   | Gladys Verhulst (FRA) | 67e                   |

| Rogelli-Gyproc ___ | Rogelli-Gyproc ___        | Rogelli-Gyproc ___ |
| ------------------ | ------------------------- | ------------------ |
| Num                | Coureuse                  | Pos                |
| 221                | Nathalie Bex (BEL)        | AB                 |
| 222                | Shari Bossuyt (BEL)       | 37e                |
| 223                | Cathalijne Hoolwerf (NED) | AB                 |
| 224                | Eva Jonkers (NED)         | AB                 |
| 225                | Britt Knaven (BEL)        | AB                 |
| 226                | Ingrit Verhoeff (NED)     | AB                 |

| Jos Feron Lady Force ___ | Jos Feron Lady Force ___    | Jos Feron Lady Force ___ |
| ------------------------ | --------------------------- | ------------------------ |
| Num                      | Coureuse                    | Pos                      |
| 231                      | Kaat Hannes (BEL)           | 50e                      |
| 232                      | Senna Feron (NED)           | AB                       |
| 233                      | Liisa Ehrberg (EST)         | AB                       |
| 234                      | Hannah Gruber-Stadler (AUT) | AB                       |
| 235                      | Céline van Houtum (NED)     | 66e                      |
| 236                      | Marieke de Groot (NED)      | AB                       |

| Multum Accountants ___ | Multum Accountants ___  | Multum Accountants ___ |
| ---------------------- | ----------------------- | ---------------------- |
| Num                    | Coureuse                | Pos                    |
| 241                    | Josefine Huitfeldt      | AB                     |
| 242                    | Carolien Haers (BEL)    | AB                     |
| 243                    | Lauren Creamer (IRL)    | 76e                    |
| 244                    | Hanna Johansson (SWE)   | AB                     |
| 245                    | Josie Shepherd (GBR)    | AB                     |
| 246                    | Liliane Leenknegt (BEL) | AB                     |

Source.

## Organisation
La course est organisée par le KSV Waregement Vooruit.

## Prix
Les prix suivants sont distribués :
| Position | 1er   | 2e    | 3e    | 4e    | 5e    | 6e    | 7e    | 8e    | 9e    | 10e  |
| Prix     | 379 € | 326 € | 272 € | 164 € | 152 € | 141 € | 130 € | 119 € | 109 € | 97 € |

En sus, la 11e gagne 87 €,  la 12e 76 €, la 13e 66 €, la 14e 53 €, la 15e 42 €. Les coureuses placées de la 16e à la 20e place  repartent avec 28 €.